# ジロ・デ・イタリア 1969
ジロ・デ・イタリア 1969(Giro d'Italia 1969) は、自転車による競走である「ジロ・デ・イタリア」の52回目のレースである。1969年5月16日から6月8日まで、全23ステージで行われた。

## 結果
フェリーチェ・ジモンディが2度目の総合優勝。一方、連覇を狙ったエディ・メルクスはドーピング違反が発覚し、マリア・ローザ着用のまま、第17ステージで棄権。

### 総合成績
|    | 選手名                   | 国籍     | 時間            |
| -- | ------------------------ | -------- | --------------- |
| 1  | フェリーチェ・ジモンディ | イタリア | 128時間04分27秒 |
| 2  | クラウディオ・ミチェロト | イタリア | + 3分35秒       |
| 3  | イターロ・ツィリオリ     | イタリア | + 4分48秒       |
| 4  | シルバーノ・シアボン     | イタリア | + 7分01秒       |
| 5  | ウーゴ・コロンボ         | イタリア | + 11分54秒      |
| 6  | ミッチェル・ダンチェッリ | イタリア | + 14分05秒      |
| 7  | アルド・モゼール         | イタリア | + 20分05秒      |
| 8  | プリモ・モーリ           | イタリア | + 20分25秒      |
| 9  | ルディ・アルティヒ       | 西ドイツ | +23分45秒       |
| 10 | フランコ・ビトッシ       | イタリア | + 31分36秒      |

### マリア・ローザ保持者
| 選手名                   | 国籍     | 首位区間            |
| ------------------------ | -------- | ------------------- |
| ジャンカルロ・ポリドーリ | イタリア | 第1, 第3-第8        |
| ダビデ・ボイファバ       | イタリア | 第2                 |
| エディ・メルクス         | ベルギー | 第9-第11, 第14-第16 |
| シルバーノ・シアボン     | イタリア | 第12-第13           |
| フェリーチェ・ジモンディ | イタリア | 第17-最終           |

### その他の受賞者
| ポイント賞 | フランコ・ビトッシ       |
| 山岳賞     | クラウディオ・ミチェロト |